# Withersdale
Withersdale – wieś w Anglii, w hrabstwie Suffolk, w dystrykcie Mid Suffolk, w civil parish Mendham. Leży 11 km od miasta Halesworth. W 1881 roku civil parish liczyła 158 mieszkańców. Withersdale jest wspomniana w Domesday Book (1086) jako Weresdel.